# Girls Like You
"Girls Like You" é uma canção gravada pela banda americana Maroon 5 em colaboração com a rapper americana Cardi B, pertencente ao sexto álbum estúdio, Red Pill Blues (2017). Seu lançamento ocorreu em 30 de maio de 2018, por intermédio d Interscope Records e 222 Records. A canção foi escrita por Adam Levine, Cirkut, Cardi B, Starrah, Jason Evigan, e produzida por Gian Stone, Cirkut e Evigan.
A canção atingiu a primeira posição da Billboard Hot 100 dos Estados Unidos, tornando-se a quinta canção da banda a atingir este feito e a terceira de Cardi B, respectivamente. A canção permaneceu por seis semanas no topo da Billboard Radio Songs, empatando com "We Belong Together", de Mariah Carey, como a música de maior permanência na parada neste século. Ademais, alcançou a primeira posição em diversos países, incluindo Canadá, França e Nova Zelândia. Como reconhecimento, foi nomeada ao Grammy Awards de 2019 na categoria de Melhor Desempenho de Pop em Duo ou Grupo.

## Escrita e composição
Por meio do Apple Music, Maroon 5 revelou que "Girls Like You" seria a nona canção do álbum Red Pill Blues. Seguidamente, foi anunciado que a canção serviria como terceiro single do álbum, prosseguida de "Wait". Em 2 de agosto de 2018, as versões remixadas de "Girls Like You" foram lançadas, contando com a participação de St. Vincent, TOKiMONSTA, Cray e WondaGurl.
Em entrevista à revista Variety, Levine afirmou que pediu a Cardi que escrevesse seu verso, dizendo: "Eu gostaria de que você compusesse para expor sua ferocidade como mulher da forma que você deseja." "Girls Like You" é uma canção que mistura tendências pop com pop rock. Escrita em Dó maior com 125 batidas por minuto, a música apresenta expansão vocal de Levine que vai de G4 parA A5.

## Apresentações ao vivo
Em 30 de maio de 2018, o Maroon 5 tocou "Girls Like You" pela primeira vez em Tacoma, Washington, na Red Pill Blues Tour (2018–19), onde eles também apresentaram uma versão cover de "Forever Young" de Alphaville, como uma homenagem ao seu falecido empresário Jordan Feldstein. Em 3 de fevereiro de 2019, a banda apresentou esta música para o show do intervalo do Super Bowl LIII em Atlanta, Geórgia. Em 8 de junho, o Maroon 5 tocou a música do concerto do festival de música Summertime Ball no Estádio de Wembley, em Londres. Em 25 de outubro, a banda tocou "Girls Like You" para um concerto ao vivo no Seminole Hard Rock Hotel & Casino em Hollywood, Flórida.

## Em outras mídias
"Girls Like You" é destaque nos programas de televisão Songland e Love Island UK. Também é usado em um episódio na versão alemã do Skam, também conhecido como Druck. A música aparece no videogame Rock Band 4 (como parte do conteúdo para download da série Rock Band Rivals),

## Videoclipe
O videoclipe oficial foi dirigido por David Dobkin e lançado em 30 de maio de 2018 no YouTube. O conceito do vídeo envolve Adam Levine sozinho com um microfone com a banda ao fundo; em seguida, expõe diversas mulheres dançando e fazendo sincronia labial ao seu redor. O vídeo conta com a aparição dos membros da banda, de Cardi B, e de artistas como Camila Cabello, Phoebe Robinson, Aly Raisman, Sarah Silverman, Gal Gadot, Lily Singh, Amanzi Al-Khatahbeh, Trace Lysette, Tiffany Haddish, Angy Rivera, Franchesca Ramsey, Millie Bobby Brown, Ellen DeGeneres, Jennifer Lopez, Chloe Kim, Alex Morgan, Mary J. Blige, Beanie Feldstein, Jackie Fielder, Danica Patrick, Ilhan Omar, Elizabeth Banks, Ashley Graham, Rita Ora, Behati Prinsloo e a filha de Levine, Dusty Rose.
As roupas utilizadas pelas participantes contém diversas mensagens que endossam movimentos ligados à justiça e à identidade social. Angy Rivera, ativista dos direitos dos imigrantes do New York State Youth Leadership, veste uma camiseta de sua organização com o escrito "Undocumented Unafraid Unapologetic". Aly Raisman, ginasta olímpica, veste uma camisa com o escrito "Always Speak Your Truth". Jackie Fielder, fundadora da organização de proteção indígena San Francisco Defund DALP Coaliation, veste uma camisa com o escrito "Divest, Water Is Life". "Girls Like You" entrou para a lista de Songs of the Summer do YouTube, estando na terceira posição nos Estados Unidos. Até dezembro de 2018, contava com mais de 1,4 bilhões de visualizações, tornando-se o segundo vídeo mais visto do ano em que fora lançado.

## Créditos
Todo o processo de elaboração de "Girls Like You" atribui os seguintes créditos:
Gravação
- Gravada no Conway Recording Studios (Los Angeles, Califórnia)

Produção
- Cirkut – produção
- Jason Evigan – produção
- Noah Passavoy – gravação
- Isaiah Tejada – teclados, sintetizadores

## Desempenho nas tabelas musicais
"Girls Like You" estreou na nonagésima quarta posição da Billboard Hot 100 dos Estados Unidos e subiu para a quarta posição após a divulgação do videoclipe. A canção teve a maior subida da história da Hot 100, tornando-se, assim, o décimo quarto e sexto single a chegar ao top 10, de Maroon 5 e Cardi B, respectivamente. Após seis semanas na segunda posição atrás de "In My Feelings", de Drake, "Girls Like You" chegou ao topo na décima sétima semana de lançamento, tornando-se a quarta entrada na posição de Maroon 5 desde "One More Night" e a terceira de Cardi B.
Além do mais, Cardi aumentou seu recorde entre rappers femininas. Maroon 5 tornou-se o grupo com mais canções na posição número um da Hot 100 nos anos 2000 e 2010. A canção foi a primeira a liderar o topo por 34 semanas consecutivas, contabilizando de janeiro a setembro de 2018. No topo da Hot 100, o single permaneceu por sete semanas, tornando Cardi a rapper feminina com mais semanas acumulativas na posição. Ademais, "Girls Like You" figurou como a décima segunda canção a passar seis meses no top 10 da parada musical.
Com "Girls Like You" e "I Like It" no topo da Billboard Radio Songs, Cardi B tornou-se a primeira rapper a transmutar entre as posições da parada musical. Com 16 semanas no topo, "Girls Like You" empatou com "We Belong Together", de Mariah Carey, e "Don't Speak", de No Doubt. Com este single, Maroon 5 alcançou a gravação mais tocada na Adult Pop Songs.

### Tabelas musicais da semana
| Tabela musical (2018–19)                     | Melhor posição |
| -------------------------------------------- | -------------- |
| Alemanha (Media Control Charts)              | 9              |
| Argentina (Argentina Hot 100)                | 33             |
| Argentina (Monitor Latino)                   | 2              |
| Áustria (Ö3 Austria Top 40)                  | 8              |
| Austrália (ARIA)                             | 2              |
| Bélgica (Ultratop 50 de Flanders)            | 5              |
| Bélgica (Ultratop 40 de Valônia)             | 2              |
| Bolívia (Monitor Latino)                     | 3              |
| Brasil (Top 100 Brasil)                      | 1              |
| Canadá (Canadian Hot 100)                    | 1              |
| Canadá (CHR/Top 40)                          | 1              |
| Canadá (Hot AC)                              | 1              |
| Canadá (Digital Song Sales)                  | 1              |
| Chile (Monitor Latino)                       | 1              |
| Croácia (HRT)                                | 1              |
| Colômbia (National Report)                   | 37             |
| Coreia do Sul (Gaon)                         | 25             |
| Dinamarca (Hitlisten)                        | 9              |
| Escócia (The Official Charts Company)        | 4              |
| Eslováquia (IFPI)                            | 1              |
| Eslovênia (SloTop50)                         | 2              |
| Espanha (PROMUSICAE)                         | 23             |
| Estados Unidos (Billboard 200)               | 1              |
| Estados Unidos (Adult Top 40)                | 1              |
| Estados Unidos (Dance Club Songs)            | 29             |
| Estados Unidos (Dance/Mix Show Airplay)      | 3              |
| Estados Unidos (Pop Songs)                   | 14             |
| Estados Unidos (Rhythmic Songs)              | 1              |
| El Salvador (Monitor Latino)                 | 21             |
| Europa (Billboard Euro Digital Songs)        | 1              |
| Finlândia (IFPI Finlândia)                   | 16             |
| França (SNEP)                                | 1              |
| Grécia (IFPI Grécia)                         | 3              |
| Grécia (Billboard)                           | 1              |
| Hungria (Single Top 40)                      | 2              |
| Hungria (Stream Top 40)                      | 3              |
| Islândia (Tonlist)                           | 1              |
| Irlanda (IRMA)                               | 5              |
| Israel (Media Forest)                        | 1              |
| Itália (FIMI)                                | 5              |
| Japão (Japan Hot 100)                        | 55             |
| Letônia (Latvijas Top 40)                    | 1              |
| Líbano (Lebanese Top 20)                     | 1              |
| Luxemburgo (Billboard)                       | 3              |
| Malásia (RIM)                                | 1              |
| México (Billboard Mexico Inglés Airplay)     | 1              |
| México (Monitor Latino)                      | 2              |
| Noruega (VG-lista)                           | 1              |
| Nova Zelândia (Recorded Music NZ)            | 9              |
| Países Baixos (Dutch Top 40)                 | 17             |
| Países Baixos (Single Top 100)               | 18             |
| Paraguai (Monitor Latino)                    | 2              |
| Peru (Monitor Latino)                        | 3              |
| Polônia (Polish Airplay Top 100)             | 3              |
| Portugal (Associação Fonográfica Portuguesa) | 4              |
| Reino Unido (UK Singles Chart)               | 7              |
| República Checa Rádio Top 100)               | 2              |
| Romênia (Airplay 100)                        | 1              |
| Romênia (Media Forest)                       | 1              |
| Rússia (Tophit)                              | 72             |
| Singapura (RIAS)                             | 1              |
| Suécia (Sweden Top 100)                      | 14             |
| Suíça (Schweizer Hitparade)                  | 4              |
| Venezuela (Monitor Latino)                   | 2              |
| Venezuela (Record Report)                    | 1              |
| Venezuela (RR Pop)                           | 11             |

| Tabela musical (2018)                         | Melhor posição |
| --------------------------------------------- | -------------- |
| Alemanha (Official German Charts)             | 25             |
| Argentina (Monitor Latino)                    | 66             |
| Austrália (ARIA)                              | 8              |
| Áustria (Ö3 Austria Top 40)                   | 13             |
| Bélgica (Ultratop de Flanders)                | 16             |
| Bélgica (Ultratop 40 da Valônia)              | 4              |
| Canadá (Canadian Hot 100)                     | 6              |
| Coreia do Sul (Gaon)                          | 64             |
| Croácia (HRT)                                 | 33             |
| Dinamarca (Tracklisten)                       | 31             |
| Espanha (PROMUSICAE)                          | 55             |
| Estados Unidos (Billboard 200)                | 10             |
| Estados Unidos (Adult Contemporary)           | 13             |
| Estados Unidos (Adult Top 40)                 | 5              |
| Estados Unidos (Mainstream Top 40)            | 3              |
| Estônia (IFPI)                                | 22             |
| Hungria (Rádiós Top 40)                       | 30             |
| Hungria (Single Top 40)                       | 13             |
| Hungria (Stream Top 40)                       | 9              |
| Irlanda (IRMA)                                | 18             |
| Israel (Galgalatz)                            | 1              |
| Itália (FIMI)                                 | 24             |
| Nova Zelândia (Recorded Music NZ)             | 8              |
| Polônia (ZPAV)                                | 29             |
| Países Baixos (Dutch Top 40)                  | 65             |
| Países Baixos (Single Top 100)                | 41             |
| Reino Unido (Official Charts Company)         | 26             |
| Romênia (Airplay 100)                         | 18             |
| Rússia (Tophit)                               | 195            |
| Suécia (Sverigetopplistan)                    | 34             |
| Suíça (Schweizer Hitparade)                   | 14             |
| Tabela musical (2019)                         | Melhor posição |
| Canadá (Canadian Hot 100)                     | 15             |
| Estados Unidos (Billboard 200)                | 22             |
| Estados Unidos (Billboard Adult Contemporary) | 1              |
| Estados Unidos (Billboard Adult Top 40)       | 16             |
| Estados Unidos (Billboard Mainstream Top 40)  | 42             |

| Tabela musical (2010–19)       | Melhor posição |
| ------------------------------ | -------------- |
| Estados Unidos (Billboard 200) | 5              |

### Certificações
| Região | Certificação | Vendas     |
| --- | ------------ | ---------- |
| Austrália (ARIA) | 4× Platina   | 280,000^   |
| Bélgica (BVMI) | Ouro         | 20,000*    |
| Brasil (Pro-Música Brasil) | 3× Platina   | 510,000*   |
| Canadá (Music Canada) | 7× Platina   | 560,000‡   |
| Dinamarca (IFPI Dinamarca) | Platina      | 90,000^    |
| Espanha (PROMUSICAE) | 2× Platina   | 80,000^    |
| Estados Unidos (RIAA) | Platina      | 1,000,000‡ |
| França (SNEP) | Platina      | 200,000*   |
| Itália (FIMI) | 3× Platina   | 150,000‡   |
| México (AMPROFON) | 2× Platina   | 120,000*   |
| Nova Zelândia (RMNZ) | 7× Platina   | 75,000^    |
| Reino Unido (BPI) | Platina      | 1,200,00   |
| Suécia (GLF) | 2× Platina   | 8,000,000‡ |
| *vendas baseadas apenas na certificação ^distribuições baseadas apenas na certificação ‡vendas+valores de streaming baseados apenas na certificação |              |            |

## Histórico de lançamento
| Região         | Data                | Formato                | Gravadora      | Ref.            |
| -------------- | ------------------- | ---------------------- | -------------- | --------------- |
| Mundo          | 30 de maio de 2018  | Download digital       | 222 Interscope | [ 1 ]           |
| Estados Unidos | 4 de junho de 2018  | Adult contemporary     | 222 Interscope | [ 153 ]         |
| Estados Unidos | 5 de junho de 2018  | Contemporary hit radio | 222 Interscope | [ 154 ] [ 155 ] |
| Itália         | 22 de junho de 2018 | Contemporary hit radio | Universal      | [ 156 ]         |